# Rudolf Schwarz (chef d'orchestre)
Pour les articles homonymes, voir Rudolf Schwarz et Schwarz.
Rudolf Schwarz (né le 29 avril 1905 - mort le 30 janvier 1994) est un chef d'orchestre austro-britannique.

## Biographie
Schwarz naît à Vienne (Autriche) dans une famille juive. À l'âge de six ans, il commence des leçons de piano, puis de violon. Il étudie auprès des compositeurs Richard Robert, Hans Gál et Richard Strauss. En 1922, à l'âge de 17 ans, il est altiste pour l'orchestre Wiener Staatsoper. Il fait ses débuts comme chef d'orchestre deux ans plus tard à Düsseldorf, assistant Georg Szell.